# Аргішті II
Аргішті II (Аргішті, син Руси) — цар держави Урарту, період правління 714-685 рр. до н. е.

Урарту під час правління Аргішті II

Аргішті II вступив на престол після самогубства свого батька Руси I, пов'язаного з поразкою урартів від ассирійської армії під керуванням Саргона II. Війська Саргона II також захопили і розграбували релігійний центр Урарту — гірське місто Мусасір, завдавши серйозного удару по культу урартського верховного бога Халді. З часу правління Аргішті II більше уваги стали приділяти богам Шівіні і Тейшеба.
Після цих подій між Ассирією і Урарту встановилися мирні відносини, однак для підтримання миру Урарту взяла на себе зобов'язання, пов'язані з безперешкодним доступом ассирійців на території, раніше підконтрольні Урарту, для видобутку залізної руди, вирубки лісів і торгівлі. Можливо також, що Урарту виплачувала Ассирії податі худобою та іншими сільськогосподарськими продуктами. Деякі історики називають Урарту цього періоду «васальною» у відношенні до Ассирії державою. Відносини з Ассирією залишалися напруженими, в ассирійських архівах збереглися розвідувальні донесення з Урарту, що свідчать про непорозуміння в прикордонних областях.
Аргішті II не наважувався відкрито протистояти Асирії та зосередив свою діяльність в центрі країни і в Закавказзі. Збереглися клинописні написи Аргішті II про спорудження зрошувального каналу і розбивку виноградника в центрі країни на північному узбережжі озера Ван, а також про великий військовий похід на схід. Виявлені в іранському Азербайджані написи свідчать про операції Аргішті II в цьому районі. Військові успіхи урартів у цьому поході оцінюються істориками по-різному: деякі припускають, що Аргішті II досяг Каспійського моря, деякі вважають, що урартский цар не відійшов далеко від озера Урмія. Останні розкопки XXI століття в Ірані не виявили слідів перебування урартських військ у провінції Східний Азербайджан в Ірані  [Архівовано 12 грудня 2008 у Wayback Machine.], що також свідчить про те, що Аргішті II не відходив далеко від озера Урмія.
Після смерті Саргона II в 705 році до н. е. на престол вступив його син Сеннахеріб, який довгий час керував розвідувальними операціями свого батька в Урарту. Відносини з Асирією в цей період стали менш напруженими, однак колишню могутність Урарту було безповоротно втрачено.